# Pip el Troll
Pip el Troll es un personaje ficticio que aparece en los cómics estadounidenses publicados por Marvel Comics.
Pip hizo su debut de acción en vivo en la película de Marvel Cinematic Universe Eternals (2021), con la voz de Patton Oswalt.

## Historia de publicación
Pip the Troll fue presentado por Jim Starlin en Strange Tales vol. 2 # 179 (febrero de 1975) para ser un alivio cómico del protagonista principal de la historia, Adam Warlock. Pip regresó en Strange Tales vol 2 # 180-181 (marzo-abril de 1975) y Warlock vol 1 # 9-12 (octubre de 1975-enero de 1976) antes de su muerte en Avengers Annual # 7 (marzo de 1977).
Starlin revivió el personaje años más tarde en Silver Surfer vol 3 # 46 (diciembre de 1990). Pip jugó un papel en el crossover Infinity Gauntlet de 1991 antes de unirse al equipo titular de Warlock y el Infinity Watch en el número dos (marzo de 1992). Apareció en el título hasta su cancelación en 1995 con el número 42. Durante su ejecución, el personaje también apareció en Infinity War, Infinity Crusade y Blood and Thunder crossovers.
Después de una breve aparición en una función de copia de seguridad en Cosmic Powers Unlimited # 4 (1996), el personaje no se volvió a ver hasta 2002, cuando Starlin lo usó en Infinity Abyss # 1-6. Regresó en Marvel: The End # 5-6 (2003) y Thanos # 3-4 (2004), She-Hulk # 12-13 (2005) y X-Factor # 207-213 (2010–2011).

## Historia
Pip fue el príncipe Gofern del planeta Laxidazia, en el Sistema Dolenz, en la Vía Láctea. Originalmente era un extraterrestre de la raza laxidaziana que disfrutaba pintando imágenes del cielo nocturno. Pip se transformó física y psicológicamente en una forma de sátiro, moralmente degenerada, atrofiada, conocida como "troll" durante un ataque de embriaguez provocada por un alucinógeno mutagénico, cerveza inglesa. Como todos los trolls laxidazianos, Pip tiene cuatro dígitos (incluido el pulgar oponible) en cada mano, pies con forma de pezuña y orejas grandes y puntiagudas; Aparentemente, los laxidazianos normales son casi idénticos a los humanos de la Tierra. Después de su transformación, su gente, también harta de su comportamiento lascivo, lascivo y hedonista, lo despoja de su cargo y rango. Se guarda en una nave espacial y continúa su vida de libertinaje. Pip comenzó su hábito de vestirse con un par de pantalones granate, rotos y nada más.
Los misioneros de la Iglesia Universal de la Verdad visitan el planeta natal de Pip y descubren que los trolls son resistentes al proceso de conversión de la iglesia. Como resultado, todos los trolls son ordenados a morir. Pip se ve atrapado después de crear problemas en docenas de planetas, muchos de ellos controlados por la iglesia. Él termina en un barco lleno de hombres y mujeres que iban a ser ejecutados. Allí se encuentra con Adam Warlock, cuyo futuro alternativo, el Mago, se convertiría en el líder de la Iglesia de la Verdad. Pip se unió a Warlock para escapar y emprender aventuras. Pip se encuentra con Gamora. Pip conoce a Thanos, y junto a Warlock, Gamora y Thanos, él lucha contra el Magus y la Iglesia Universal. Pip reveló cómo se transformó en un troll. Se encuentra con Starfox y Heater Delight, y lucha contra Pro-Boscis the Procurer. Finalmente, la amenaza del Mago se neutralizó y Pip se separó de Adam en el mundo de Sirus X.
Después de meterse en muchos más problemas, Pip decidió buscar a Adam de nuevo. Pip exploró uno de los antiguos escondites de Thanos y descubrió no a Adam, sino al propio Thanos. Thanos destruyó la mente de Pip, pero Adam fue capaz de absorber el alma de Pip en la Gema del Alma (matando a su cuerpo sin mente, pero restaurando la función mental completa de su alma), reuniéndolo con los espíritus de Gamora y, finalmente, Adam Warlock en el mundo del alma dentro de la Gema del Alma.
Pip residió en el mundo del alma durante algún tiempo. Mientras estuvo allí, acompañó al Silver Surfer y al Capitán Autolycus en busca de Warlock. Fue testigo de una batalla entre Warlock y Drax el Destructor.

### Reloj infinito
Pip, Gamora y Warlock regresan al mundo corpóreo durante el incidente del Guantelete del Infinito al apoderarse de los cuerpos de tres víctimas de choques. Pip, en posesión del cuerpo de Ralph Bunker, y Gamora demostraron tener una fuerza física significativamente mayor en sus nuevos cuerpos. Sin embargo, poco después de volver a la vida, Gamora desapareció. Junto a Warlock, Pip consultó con el Doctor Strange, Rintrah, el Doctor Doom y el Silver Surfer con respecto a Thanos y el Guantelete del Infinito. Junto a Doctor Strange, Clea y Rintrah, Pip luchó contra Silver Dagger. Junto con Rintrah, Pip viajó en el tiempo a la era Jurásica de la Tierra para rescatar a Firelord y Drax el Destructor. Junto a Warlock y Gamora, Pip visitó a Thanos después de su derrota. Con Gamora, Pip convocó a Doctor Strange para lidiar con el aparentemente loco Warlock, pero se reconcilió con Warlock.
Posteriormente, Pip recibió la Gema del Espacio por parte de Warlock, manteniéndola entre sus dedos para su custodia. Pip se unió a la Guardia del Infinito de Warlock. Con la Guardia del Infinito, Pip fue capturado por el Hombre Bestia, pero rescatado por Warlock. Pip y sus amigos acaban de instalarse en Monster Island. Pip toma demasiado como de costumbre y abusa de la hospitalidad del Hombre Topo. En una disputa sobre la soberanía de la isla, las fuerzas de las Naciones Unidas invaden. Pip y los demás se quedan atrás mientras Gamora limpia la casa, sin matar a nadie. El grupo hace apuestas en la pelea.
Alrededor de este tiempo, los eventos conocidos como la Guerra del Infinito suceden. Cuando Warlock tenía el control del Guantelete del Infinito, había expulsado los lados buenos y malos de sí mismo. El lado malo regresa como el adversario a largo plazo de Warlock, el Magus. Pip es arrastrado a la lucha cuando Thanos recluta el reloj. Como la mayoría de los héroes de la Tierra no confían en Thanos, Pip y sus amigos también se vieron obligados a luchar contra ellos. Eventualmente ambos lados trabajan juntos para derribar al Magus.

### Cruzada del Infinito
Pip se involucró profundamente en la Cruzada del Infinito. Se las arregla para ser un "líder" capaz de los remanentes de la Guardia del Infinito cuando varios eventos se llevaron a la mayoría de ellos. Dragón Lunar, por ejemplo, es lavado por el cerebro y tomado por la diosa, el lado "bueno" de Adam Warlock. Ella está usando un Huevo Cósmico, la fusión de varios Cubos Cósmicos, para implementar sus planes, que incluyen el lavado de cerebro de docenas de superhéroes. A la izquierda en Monster Island con Maxam y Drax el Destructor, los tres discuten sobre quién debería liderar. Pip decide ir fuera del grupo en busca de ayuda y secuestra a Mister Fantástico. El líder de los Cuatro Fantásticos pronto se da cuenta de lo que está pasando y se lanza a ayudar. Esto, y el secuestro de otros superhéroes, reúne a todos, incluido Pip, en la Mansión de los Vengadores y, de hecho, estimula los esfuerzos heroicos del resto de la comunidad superpotente. Se estimula a Pip a crear un nuevo disfraz "superhéroe", pero no se lava mientras cambia. Su olor corporal es tan ofensivo que Hulk lo baña a la fuerza.

### Rey del Universo
El Profesor Xavier procede a hacer contacto telepático con uno de los esclavos de la Diosa, la antigua aliada de Pip, Dragón Lunar. Pip toca secretamente a Xavier y sus poderes hacen contacto a través del enlace, lo que le permite saber la ubicación de la Diosa porque Dragón Lunar lo sabe.
Pip lo teletransporta, en el centro del planeta de la Diosa, una nueva forma de Contra-Tierra. Al tocar el Huevo Cósmico, Pip obtiene acceso a sus poderes casi infinitos. Convierte a la diosa en sal. Él manifiesta un trono y se sienta en él, reflexionando sobre qué hacer con sus nuevos poderes. Reflexiona sobre muchos planes para la Tierra, como hacer que los seres súper poderosos laven su auto y cambien a todas las hembras, incluidas las personas con sobrepeso y ancianas, a mujeres bien formadas, de veintitantos años. Uno de sus objetivos es, por supuesto, vengarse de Hulk por bañarlo a la fuerza; sin embargo, se da cuenta de que nada de esto lo hará verdaderamente feliz y, por lo tanto, decide algo que lo hará: una simple fiesta de cumpleaños lanzada para él por sus amigos. Antes de que pueda implementar esto, es sometida por el guardián del Huevo con lavado de cerebro, la miembro femenina de Nuevos Guerreros, Silueta. Ella se había estado escondiendo en un contenedor cercano, solo por este tipo de situación.

### Después de Reloj del Infinito
Aunque Pip se ha visto rara vez desde que se disolvió Infinity Watch, aparece en Marvel: The End # 5–6 y She-Hulk (2005 series) # 12–13. Pip también ayudó a Thanos en su primera búsqueda después de su experiencia en Marvel: The End en Thanos # 1–6

### Investigaciones del X-Factor
Pip se ve a continuación cuando Hela, la diosa nórdica de la muerte, aparece disfrazada y contrata a X-Factor Investigations para encontrar un colgante faltante del martillo de Thor. Cuando Jamie Madrox y Banshee lo rastrean y lo quitan del cuello de un bar borracho, vuelve a Pip el Troll. Sin el colgante que lo esconde, Hela puede rastrear a Pip, a quien captura. Esto enfurece al líder de X-Factor, Madrox, quien se siente responsable, y el equipo viaja a Las Vegas y salva al trol con la ayuda de Thor. Pip sigue a X-Factor de regreso a Nueva York y se une al equipo, actuando como recepcionista, en agradecimiento por sus acciones; sin embargo, una llamada telefónica misteriosa que recibe Pip revela que Pip tiene otras razones, aún desconocidas, para unirse al grupo.
Al parecer, Pip fue asesinado por una mujer a la que ayudó anteriormente. La mujer le dispara en la cabeza después de afirmar que "X-Factor caerá". La lesión no fue fatal debido a su físico no humano: los cerebros de los laxidazianos están en su pecho, junto al corazón, como explica más adelante.

## Poderes y habilidades
Cuando está en posesión de la Gema del Espacio, Pip podría, en teoría, acceder a poderes prácticamente incalculables, pero optó por usarla simplemente para el transporte y la teletransportación. La gema le dio la capacidad de teletransportarse a lugares que conoce. Esto lo usaba a menudo para sus propios fines, robando el Fantasticar y otros objetos. Cuando se le obliga a la batalla, tiende a aparecer directamente sobre la cabeza de su adversario, con la intención de dar un golpe poderoso. Desde entonces ha perdido la gema espacial, pero su exposición prolongada le ha dado la capacidad innata de teletransportarse.

## En otros medios

### Televisión
- Pip el Troll aparece en la serie animada Silver Surfer con la voz de Robert Bockstael.[30] Pip es el compañero cercano de Silver Surfer, a quien sigue en su búsqueda para encontrar el preciado mundo natal de Silver Surfer, Zenn-La, luego de que fue trasladado a otro lugar por Galactus.[31] Aquí, él es uno de una raza de Trolls creada para ser la fuerza de trabajo esclavo de Kree.

### Película
- Pip hace una Cameo en la película de animación directa a vídeo de la película Planet Hulk.[32]
- Pip aparece en la película de acción en vivo de Marvel Cinematic Universe Eternals (2021) con la voz de Patton Oswalt.[1][2] El aparece en una escena de mitad de créditos con Starfox para ver si los Eternos necesitan ayuda.